# Công thức 2
Công thức 2, viết tắt là F2, là một loại công thức bánh xe đua được mã hóa lần đầu tiên vào năm 1948. Nó được thay thế vào năm 1985 bởi Công thức 3000, nhưng được FIA hồi sinh từ năm 2009 - 2012 dưới hình thức Giải vô địch Công thức 2 của FIA. Tên trở lại vào năm 2017 khi Sê-ri GP2 cũ được biết đến với tên gọi Giải vô địch Công thức 2 của FIA.